# Araphura breviaria
Araphura breviaria är en kräftdjursart som beskrevs av Masahiro Dojiri och Jürgen Sieg 1997. Araphura breviaria ingår i släktet Araphura och familjen Tanaellidae. Inga underarter finns listade i Catalogue of Life.